# 10,000 Days
| Críticas profissionais | Críticas profissionais |
| Avaliações da crítica  | Avaliações da crítica  |
| Fonte                  | Avaliação              |
| ---------------------- | ---------------------- |
| allmusic               | [ 1 ]                  |
| Alternative Press      | [ 2 ]                  |
| Blender                | [ 3 ]                  |
| Drowned in Sound       | [ 4 ]                  |
| IGN                    | [ 5 ]                  |
| NME                    | [ 6 ]                  |
| PopMatters             | [ 7 ]                  |
| Pitchfork Media        | [ 8 ]                  |
| Rolling Stone          | [ 9 ]                  |
| The Skinny             | [ 10 ]                 |

10,000 Days é o quarto álbum de estúdio, vencedor do Grammy Award, da banda norte-americana de metal progressivo Tool. Foi lançado a 28 de Abril de 2006 em algumas partes da Europa, a 29 de Abril na Austrália, a 1 de Maio no Reino Unido e a 2 de Maio na América do Norte. No final de 2006, de acordo com a WorldWideAlbums.Net, o álbum tinha vendido à data cerca de 3 milhões de cópias em todo o mundo.
O nome do álbum é uma referência a mãe de Maynard, Judith Marie Keenan, que sofreu um AVC e ficou presa a uma cadeira de rodas por 27 anos (mais ou menos dez mil dias) até sua morte em 2003. A música "Wings for Marie" foi feita em sua homenagem.

## Faixas
1. "Vicarious" – 7:06
2. "Jambi" – 7:28
3. "Wings for Marie (Pt 1)" – 6:11
4. "10,000 Days (Wings Pt 2)" – 11:13
5. "The Pot" – 6:21
6. "Lipan Conjuring" – 1:11
7. "Lost Keys (Blame Hofmann)" – 3:46
8. "Rosetta Stoned" – 11:11
9. "Intension" – 7:21
10. "Right in Two" – 8:55
11. "Viginti Tres" – 5:02

## Tabelas
10,000 Days entrou na tabela norte-americana Billboard 200 em primeiro lugar, vendendo 564 mil cópias na sua primeira semana. Na Austrália, 10,000 Days entrou em 1º, vendendo 39,278 unidades na sua primeira semana. No Reino Unido, o álbum estreou-se em 4º, a melhor posição conseguida até então nesse país. Foi certificado com Platina nos EUA pela RIAA a 9 de Junho de 2006. Até Abril de 2007, 10,000 Days vendeu mais 2,75 milhões de cópias em todo o mundo. Até 28 de Julho de 2007, o álbum vendeu 1,526,003 cópias nos EUA.

### Álbum
| País            | Tabela (2006)                                            | Posição |
| --------------- | -------------------------------------------------------- | ------- |
| EUA             | Billboard 200                                            | 1       |
| Canadá          | Tabela de Álbuns Canadiana                               | 1       |
| Austrália       | Tabela de Álbuns da ARIA                                 | 1       |
| Nova Zelândia   | Tabela de Álbuns da RIANZ                                | 1       |
| Áustria         | Top 40 de LPs da Áustria                                 | 1       |
| Dinamarca       | Tabela de Álbuns                                         | 2       |
| Finlândia       | Top 40 de Álbuns                                         | 2       |
| França          | Tabela de Álbuns Francesa                                | 2       |
| Alemanha        | Media Control Charts                                     | 2       |
| Irlanda         | IRMA                                                     | 6       |
| Israel          |                                                          | 1       |
| Países Baixos   |                                                          | 1       |
| Noruega         | VG/GGF                                                   | 1       |
| Polónia         |                                                          | 1       |
| República Checa |                                                          | 23      |
| Portugal        |                                                          | 6       |
| Reino Unido     | UK Albums Chart                                          | 4       |
| Suécia          | Grammofonleverantörernas förening (Álbuns Mais Vendidos) | 2       |

### Singles
| Ano  | Single      | Tabela                 | Posição |
| ---- | ----------- | ---------------------- | ------- |
| 2006 | "Vicarious" | Billboard Hot 100      | 55º     |
| 2006 | "Vicarious" | Mainstream Rock Tracks | 2º      |
| 2006 | "Vicarious" | Modern Rock Tracks     | 2º      |
| 2006 | "The Pot"   | Billboard Hot 100      | 94º     |
| 2006 | "The Pot"   | Mainstream Rock Tracks | 1º      |
| 2006 | "The Pot"   | Modern Rock Tracks     | 5º      |
| 2007 | "Jambi"     | Mainstream Rock Tracks | 7º      |
| 2007 | "Jambi"     | Modern Rock Tracks     | 23º     |

## Créditos
- Maynard James Keenan - voz
- Adam Jones - direcção artística, guitarra, sitar
- Justin Chancellor - baixo
- Danny Carey - bateria, tabla, percussão

### Créditos adicionais
- Joe Barresi - engenharia e mistura de som (creditado como "Evil Joe Barresi")[12]
- Alex Grey - ilustrações
- Bob Ludwig - masterização
- Lustmord - efeitos atmosféricos em "10,000 Days (Wings Pt 2)"
- Bill McConnell - voz em "Lipan Conjuring"
- Camella Grace - voz de Nurse em "Lost Keys (Blame Hofmann)"[13]